# Kiến trúc cảnh quan bền vững

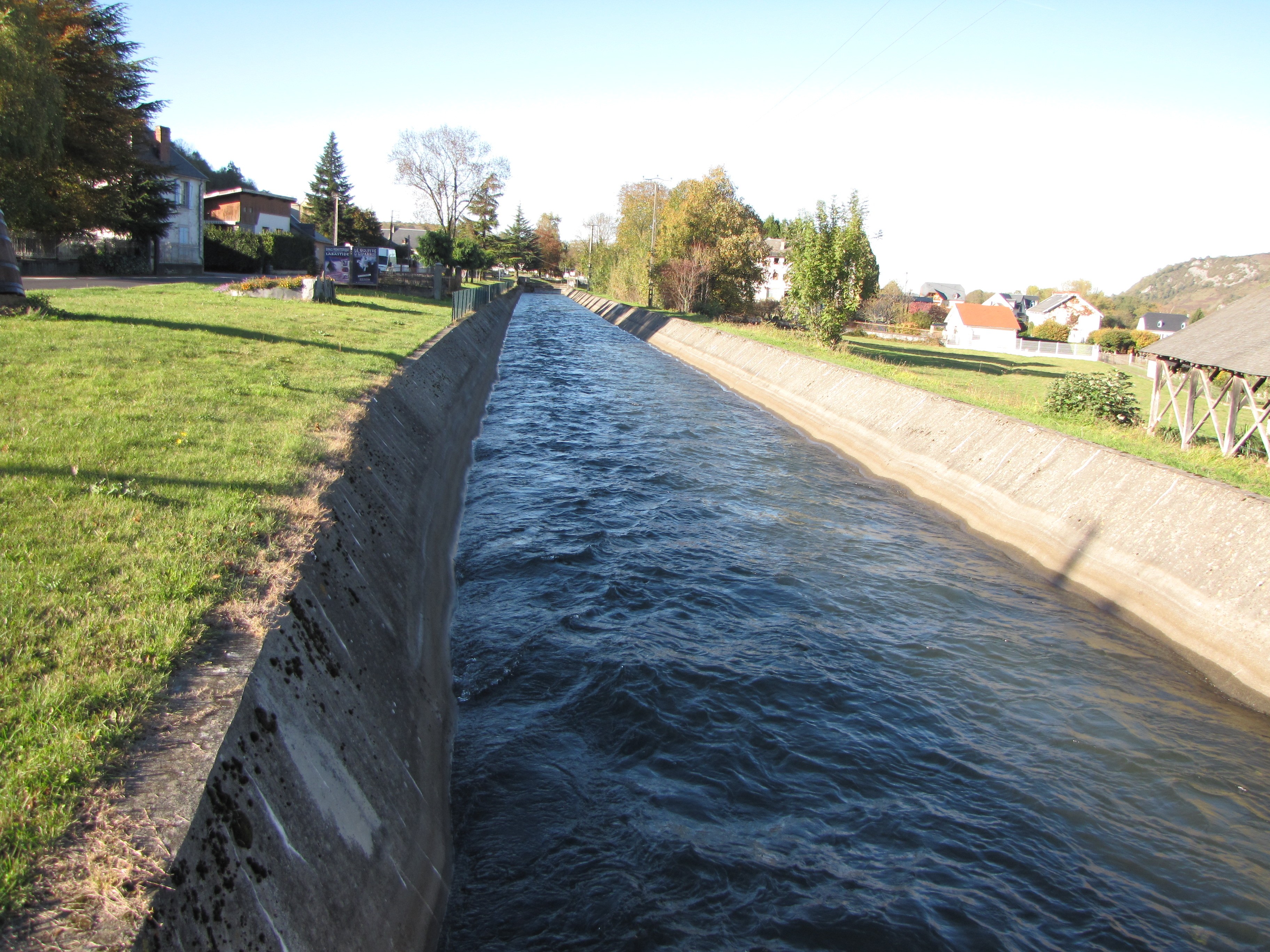
Kênh đào Neste tại Pháp.

Kiến trúc cảnh quan bền vững (tiếng Anh: Sustainable landscape architecture) là một trong những thiết kế bền vững có liên quan với quy hoạch và thiết kế không gian ngoài trời.
Kiến trúc cảnh quan bền vững có thể bao gồm các khía cạnh bền vững về sinh thái, xã hội và kinh tế. Ví dụ, việc thiết kế một hệ thống thoát nước đô thị bền vững có thể: cải thiện môi trường sống cho động vật và thực vật; bởi vì con người thích sống gần nước nên kiến trúc cảnh qua bền vững có thể cải thiện điều kiện đời sống tinh thần; vì cống xây dựng rất tốn kém và lũ lụt gây ra tổn hại nghiêm trọng về tài chính nên loại hình kiến trúc này cũng giúp tiết kiệm nhiều chi phí do hạn chế những tác động xấu có thể xảy ra.
Thiết kế mái xanh hoặc vườn trên mái cũng có thể góp phần vào sự bền vững của một dự án kiến trúc cảnh quan. Những mái nhà sẽ giúp quản lý nước mặt, là nơi cư trú cho động vật hoang dã và thư giãn cho con người.
Tính bền vững có thể xem là nét bổ sung mới vào các mục tiêu Vitruvius truyền thống về quá trình thiết kế: tiện nghi, ổn định và thoải mái. Bền vững cũng có thể được xem như lĩnh vực vừa bền vững vừa ổn định: không gian ngoài trời như kéo giãn thêm ra và đem lại nhiều tiện nghi cho chủ sở hữu nếu sự bền vững đó đáp ứng nhu cầu sử dụng ít nguồn năng lượng, nước, phân bón,... cũng như thỏa mãn việc tạo ra ít tiếng ồn, ô nhiễm, hạn chế thoát nước mặt,...